# Laetinaevia luzulae
Laetinaevia luzulae är en svampart som beskrevs av Spooner 1981. Laetinaevia luzulae ingår i släktet Laetinaevia, ordningen disksvampar, klassen Leotiomycetes, divisionen sporsäcksvampar och riket svampar.   Inga underarter finns listade i Catalogue of Life.